# 吉岡蒼
吉岡 蒼（よしおか あおい、1993年9月21日 - ）は、日本の俳優である。株式会社ウェーブマスター所属。

## 人物
高校2年生の頃に友人から誘われたダンスをきっかけに芸能界に憧れを感じ始める。村井良太に憧れを感じて、オーディションを受けてデビュー。
2020年12月31日、所属していた株式会社ウェーブマスターを退所し現在フリーランスで活動している。

## 出演

### 舞台
- 「毛皮のマリー」(作・演出:美輪明宏)[4]
- 舞台「剣が君-残桜の舞-」[5]

### 映画
- 2012年03月「桜蘭高校ホスト部」[4]

### オンライン朗読会
- オンライン朗読劇「JUST KEEP GOING」[6]

### インターネット番組
- ウェーブマスターチャンネル『同期3人』(2020年4月28日〜7月14日 YouTube)

- 『すずきとよしおか』(2020年8月4日～ SHOWROOM)